# Dendrometer

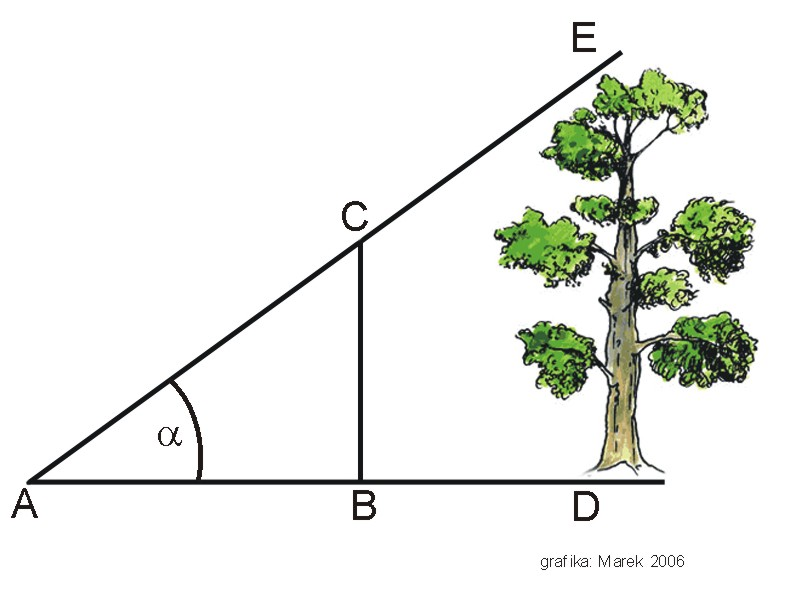
Trigonometrische Höhenbestimmung

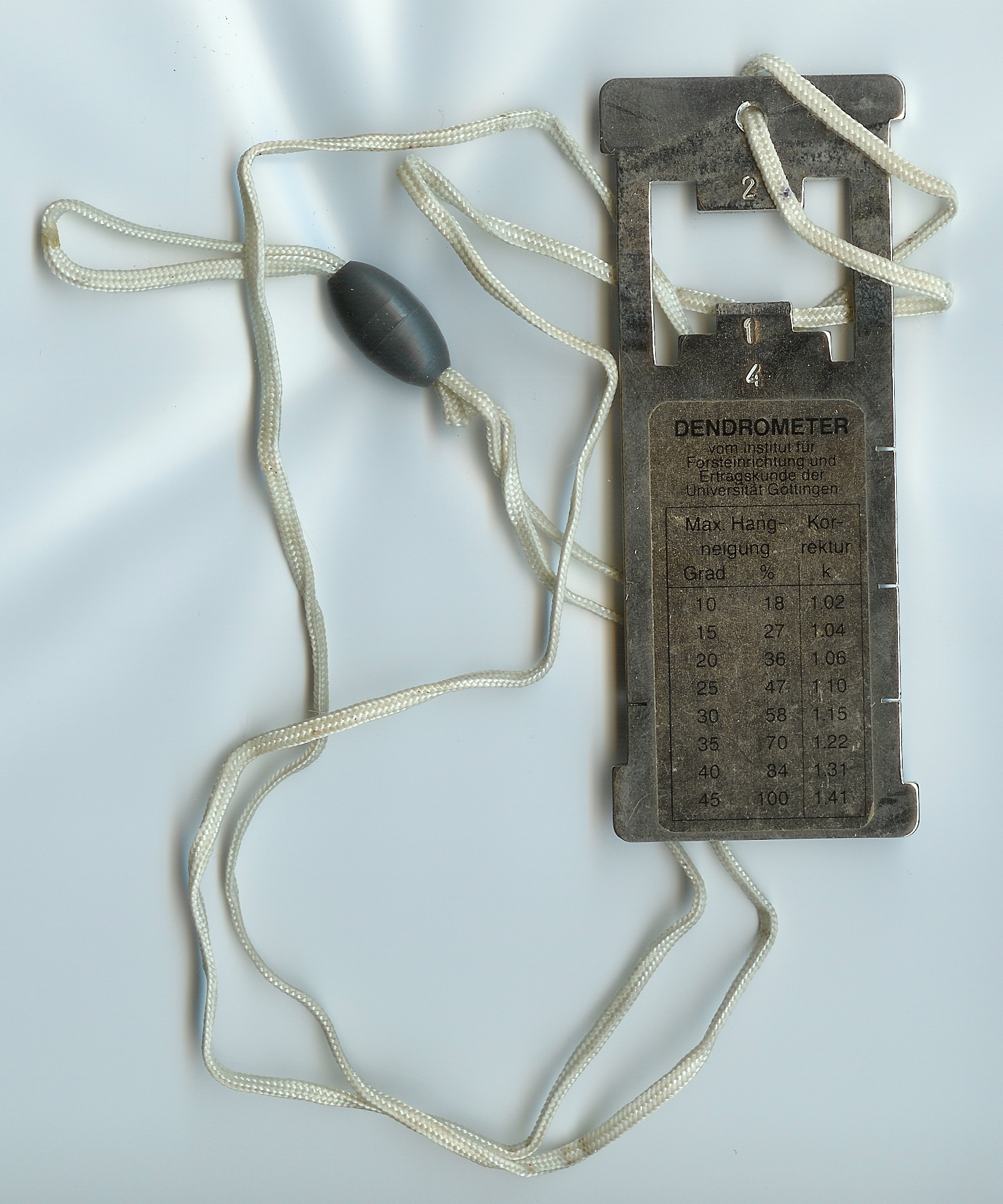
Das von Horst Kramer am Institut für Forsteinrichtung und Ertragskunde der Georg-August-Universität Göttingen entwickelte Dendrometer.

Ein Dendrometer (griech., Baummesser) ist ein Instrument, mit dem man den Umfang oder Höhe von Bäumen misst. Es kann ein einfaches Maßband sein oder ein Winkelmesser, mit dem aus der Kenntnis einer Bezugsentfernung die Höhe abgeschätzt werden kann. Elektronische Geräte mit Dehnungsmessstreifen können das Wachstum über eine längere Zeit aufzeichnen. 
Die Berechnung der Dicke eines Baumes erfolgt durch die Verwendung eines Messbandes, auf dem die Mess-Einheiten 3,14159 cm (Pi) voneinander entfernt sind. Misst man mit so einem Band, zum Beispiel, den Umfang eines Baumes (in ca. 130 cm Höhe) mit 30 Mess-Einheiten, dann ergibt sich, dass der Baum 30 cm dick ist. Das leitet sich aus der Umfangsformel des Kreises L = d * Pi ab. Es gibt ein fixes Verhältnis zwischen Umfang und Durchmesser.
Das Bild zeigt einen einfachen Winkelmesser. Ist eine Bezugsgröße bekannt, beispielsweise der Winkel, die Entfernung AD, die Strecken AB und BC, lässt sich die Baumhöhe trigonometrisch bestimmen. Eine Anwendung ist der Winkelmesser nach Horst Kramer.
Der Winkelmesser nach Horst Kramer wird auch der Göttinger Flaschenöffner genannt.
Es gibt Dendrometer, die mittels Elektronik Stammradiusänderungen im Mikrometerbereich messen und protokollieren können.